# Dorfkirche Schweikershain

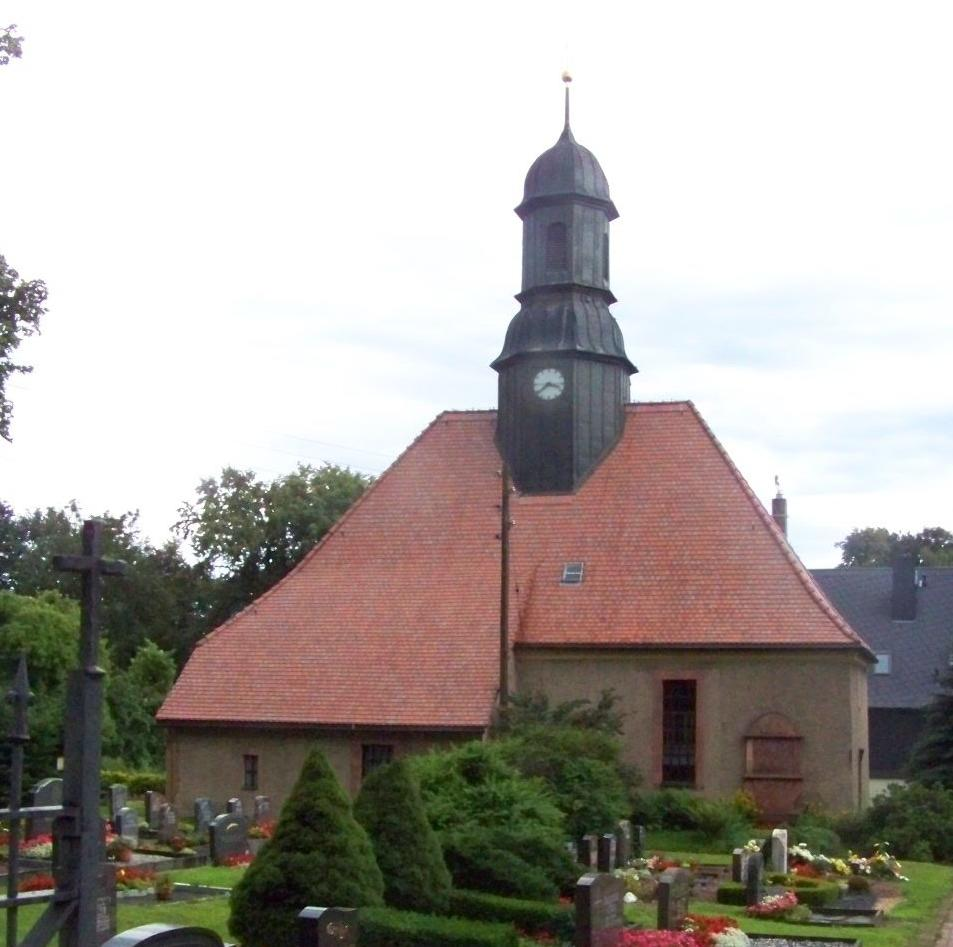
Dorfkirche Schweikershain

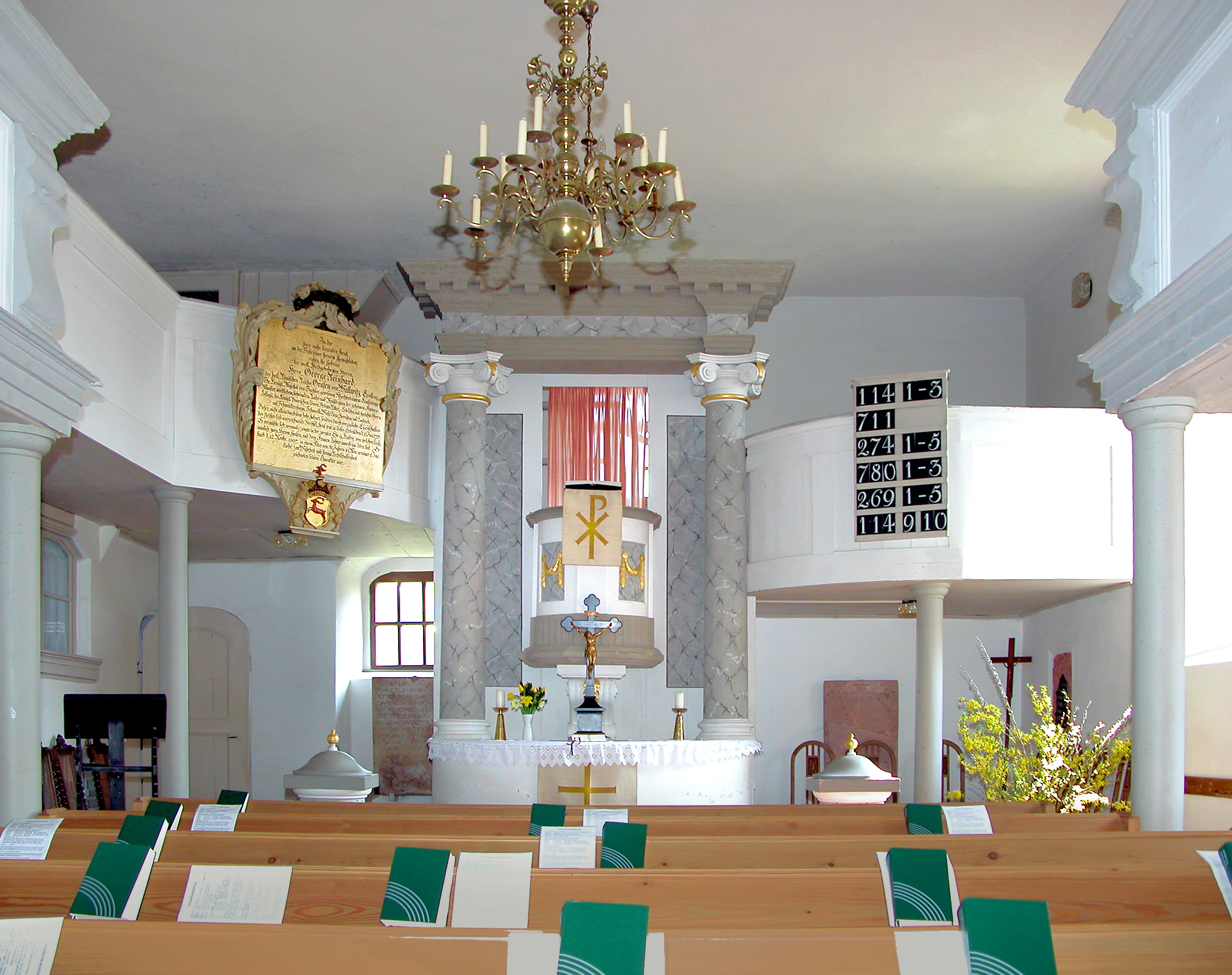
Altar

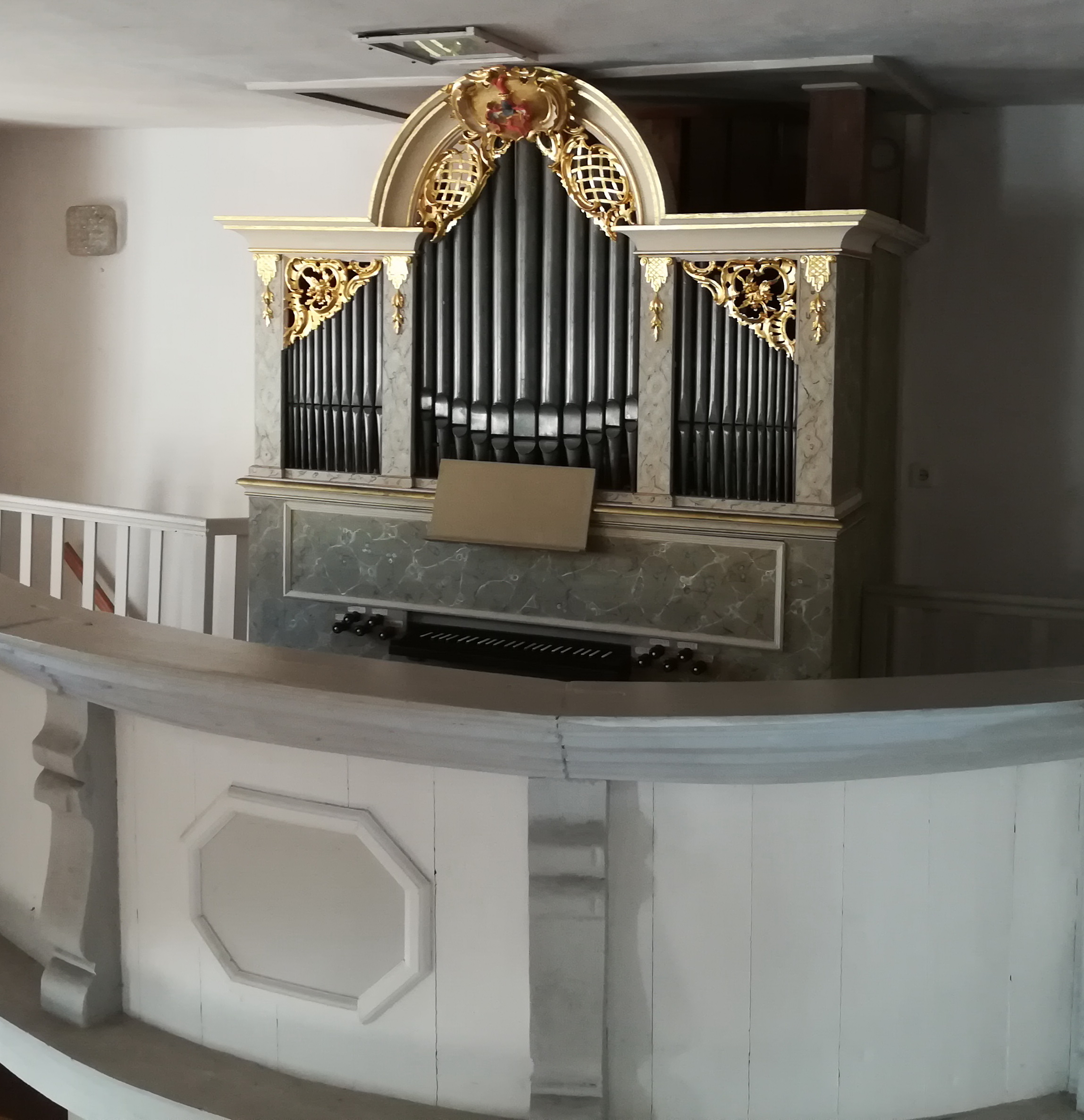
Silbermann-Orgel

Die evangelische Dorfkirche Schweikershain ist eine kleine barocke Saalkirche im Ortsteil Schweikershain von Erlau im Landkreis Mittelsachsen in Sachsen. Sie gehört zur Kirchengemeinde Erlau im Kirchenbezirk Leisnig-Oschatz der Evangelisch-Lutherischen Landeskirche Sachsens und ist vor allem für ihre kleine, Gottfried Silbermann zugeschriebene Orgel bekannt.

## Geschichte und Architektur
Die kleine Saalkirche mit längsrechteckigem Grundriss wurde 1719 unter Verwendung von Teilen eines mittelalterlichen Vorgängerbaus errichtet. Die Kirche ist ein Bruchsteinbau mit geradem Schluss und einem umlaufenden Traufgesims, einem Walmdach und einem gedrungenen polygonalen Dachreiter mit Haube und Laterne. Restaurierungen erfolgten 1889 und 1990, bei der letzteren Restaurierung wurde ein neues Gestühl eingebaut.
Im flachgedeckten Innern sind eine eingeschossige umlaufende Empore, eine Orgelempore im Westen, und eine Herrschaftsloge im Osten eingebaut. An der Nordseite war wohl ehemals die Loge eingebaut, heute befindet sich dort die Sakristei.
An der Südseite befindet sich eine spitzbogige Sakramentsnische aus Rochlitzer Porphyr aus dem 15. Jahrhundert mit wulstigen Profilierungen und kleinen Kreisornamenten an den Eckpunkten. Eine originale Tür mit gekreuzten Eisenbändern ist erhalten.

## Ausstattung
Der Kanzelaltar mit architektonischem Aufbau, die Empore und die Decke stammen aus dem Jahr 1808.
Drei barocke Inschriftsteine aus Rochlitzer Porphyr sind aus dem 17. Jahrhundert erhalten. Aus dem 18. Jahrhundert oder dem frühen 19. Jahrhundert stammen die hölzernen Totenschilde der Familie Nostitz-Wallwitz.

## Orgel
Die Orgel ist ein Werk aus der Zeit um 1734 mit sechs Registern auf einem Manual und Pedal. Die Orgel wird Gottfried Silbermann nach der Überlieferung und wegen des charakteristischen Stils seiner Werkstatt zugeschrieben. Die Orgel soll zunächst als Interimsorgel in der Dresdner Hofkirche gedient haben und erst 1759 nach Schweikershain gekommen sein, was aber wegen der Chortonstimmung dieser Orgel und der in Dresden zu dieser Zeit bereits üblichen Kammertonstimmung angezweifelt wird.
Eine Instandsetzung durch Alfred Schmeisser fand 1923 statt, dabei wurde das Register Cimbel II durch Aeoline 8′ ersetzt. Im Jahr 1955 wurde die Orgel durch Firma Eule von ihrem ursprünglichen Standort auf die Westempore versetzt und die Dispositionsänderung durch Rekonstruktion der Cimbel wieder rückgängig gemacht. In den Jahren 1986 bis 1990 wurde die Orgel ungleichstufig temperiert und die ursprüngliche Gehäusefassung freigelegt. Die Disposition lautet:
| Manual CD–c3 |       |
| Gedackt      | 8′    |
| Principal    | 4′    |
| Octava       | 2′    |
| Qvinta       | 1 ⁄2′ |
| Cimbel II    |       |

| Pedal CD–c1 |     |
| Subbass     | 16′ |

- Nebenregister:
  - Tremulant
  - Pedalkoppel (nicht original)

Anmerkungen
- Tonhöhe: gegenwärtig a1 = 460,4 Hz
- Stimmung: seit 1990 wohltemperiert (Neidhardt I)
- Winddruck: 55 mmWS

## Geläut
Das Geläut besteht aus einer Bronzeglocke, der Glockenstuhl ist aus Stahl gefertigt.
Es folgt eine Datenübersicht des Geläutes:
| Nr. | Gussdatum | Gießer                       | Durchmesser | Masse  | Schlagton |
| --- | --------- | ---------------------------- | ----------- | ------ | --------- |
| 1   | 1934      | Glockengießerei S. Schilling | 530 mm      | 100 kg | f″        |

## Umgebung
Das ehemalige Rittergut ist eine vierseitig einen großen Hof umgebende Anlage vom Ende des 18. Jahrhunderts aus zweigeschossigen Putzbauten mit Krüppelwalmdach. Die Anlage wurde später eingreifend überformt.